# Rijsels-Vlaanderen

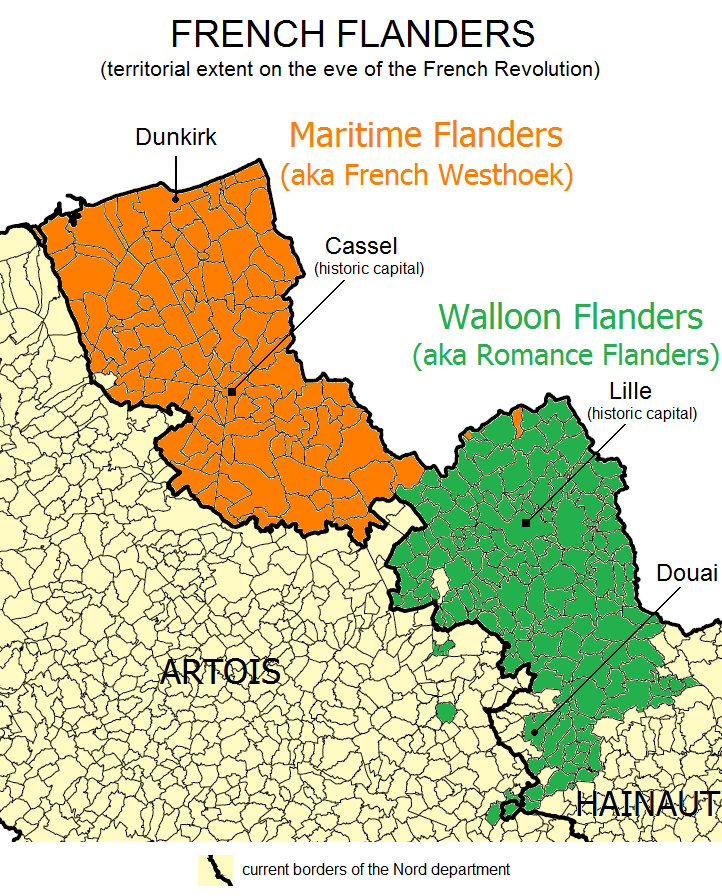
Kaart van Frans-Vlaanderen:
Rijsels-Vlaanderen of Waals-Vlaanderen
Franse Westhoek of Zee-Vlaanderen

Historische regressie van de Vlaamse dialecten in het uiterste zuidwesten.

Waals-Vlaanderen (Frans: la Flandre wallonne), ook wel Rijsels-Vlaanderen (Frans: la Flandre lilloise) of Gallicant Vlaanderen (Frans: la Flandre gallicante), was een Franstalig deel van het oude graafschap Vlaanderen gevormd door de steden en kasselrijen Rijsel (Lille), Douai (Dowaai) en Orchies (Oorschie)  De streek ligt nu in Frankrijk. 

## Geografie en naam
Waals-Vlaanderen is het Franstalige, zuidoostelijk deel van Frans-Vlaanderen (ook wel Zuid-Vlaanderen genoemd), het deel van het graafschap Vlaanderen dat in de 17e eeuw door de Franse koning werd veroverd en waartoe ook de Franse Westhoek (ook wel Zee-Vlaanderen of Maritiem Vlaanderen genoemd) behoort. Het is een deel van Romaans-Vlaanderen. In het Frans sprak men van la Flandre gallicante of la Flandre wallonne. De taal was (is) er evenwel niet het Waals maar het Picardisch en het Frans.   In het Latijn gebruikten geleerden de term Gallo-Flandria. Zo publiceerde de jezuïet Jean Buzelin in 1624 twee overzichtswerken over de geschiedenis van het gebied, getiteld Annales Gallo-Flandriae en Gallo-Flandria sacra et profana.
De stad Rijsel affirmeert zich uitdrukkelijk als "Vlaams", bijvoorbeeld in de naam van het centraal gelegen station Lille Flandres. Dit betreft niet de Vlaamse of Nederlandse taal, want Rijsel was historisch Franstalig.

## Politieke geschiedenis
Het is niet precies bekend wanneer de kasselrijen Rijsel, Dowaai en Orchies toekwamen aan het graafschap Vlaanderen (dat is ontstaan in de 9e eeuw). Frankrijk kreeg het gebied in onderpand bij het Verdrag van Athis-sur-Orge (1305), waarmee de Vlaamse Opstand ten einde kwam. Omdat de voorziene boetes en herstelbetalingen niet werden voldaan, kwam Rijsels-Vlaanderen aan het kroondomein bij het Verdrag van Pontoise (1312). Dit "Transport van Vlaanderen" werd op 25 april 1369 ongedaan gemaakt door koning Karel VI van Frankrijk. De Vlaamse graaf Lodewijk van Male kreeg het gebied uit diens handen terug omdat hij zijn dochter Margaretha van Male niet aan de Engelsen uithuwelijkte, maar aan de Bourgondische hertog Filips de Stoute, die behoorde tot het Franse koningshuis Valois.
Waals-Vlaanderen was in bepaalde opzichten een zelfstandige provincie van de Nederlanden. Het beschikte over een eigen gouverneur en volksvertegenwoordiging, de Staten van Waals-Vlaanderen. Zo nam het in 1579 deel aan de Unie van Atrecht, terwijl de rest van Vlaanderen deelnam aan de Unie van Utrecht. Door de Franse veroveringsoorlogen in de 17e eeuw werd Rijsels-Vlaanderen bij de Vrede van Aken (1668) geannexeerd en vormde het de Intendance de Flandre wallonne, die in 1715 de Intendance de Flandre maritime opslorpte. Zo ontstond de grotere Franse provincie Flandre (samen met Zee-Vlaanderen en Kamerijk en het Kamerijkse). Deze provincie muteerde vervolgens in 1790, met de nodige aanpassingen, tot het Franse Noorderdepartement.

## Noot
1. 1 2 3  Encarta-encyclopedie Winkler Prins (1993–2002) s.v. "Waals Vlaanderen". Microsoft Corporation/Het Spectrum.
2. ↑  Viaene A. 1972, p. 88
3. ↑  Zie Ryckeboer, H. 2002 (zie literatuuropgave), kaartje op p. 23.
4. ↑  Viaene, A. 1971, p. 101-102 en 1972, p. 88-92, vooral p. 88: "walsch in verbinding met (Oud-)Vlaanderen de betekenis heeft van het middelned. walsch, d.i. romaanssprekend (fr. roman) tegenover dietsch (fr. thiois)." en p. 89: "Synoniem van Walsch Vlaenderen is Vlaenderen Gallicant en Gallo-Flandria."
5. ↑  Viaene, A. 1971, p. 103.
6. ↑  Viaene, A. 1972, p. 90.